# Don't Go Breaking My Heart (film)
Pour les articles homonymes, voir Don't Go Breaking My Heart (homonymie).
Série
Don't Go Breaking My Heart 2
(2014)
Pour plus de détails, voir Fiche technique et Distribution.
Don't Go Breaking My Heart ((zh) 單身男女) est une comédie romantique hongkongaise sortie en 2011 et réalisé par Johnnie To et Wai Ka-fai.

## Distribution
- Louis Koo - Sean Cheung
- Daniel Wu - Kevin Fong
- Gao Yuanyuan - Ching Chi Yan
- Lam Suet - John
- Larisa Bakurova - Angelina
- JJ Jia - Joyce Kiu
- Seth Leslie -  M. Ovadia
- Terence Yin
- Selena Li